# Sale (Benji & Fede)
Sale è un singolo del gruppo musicale italiano Benji & Fede, pubblicato il 4 ottobre 2019 come secondo estratto dal quarto album in studio Good Vibes.
Il singolo ha visto la collaborazione della cantante italiana Shari.

## Video musicale
Il videoclip è stato pubblicato il 7 ottobre 2019 sul canale YouTube della Warner Music Italy.

## Tracce
Testi di Benjamin Mascolo, Federico Rossi, Shari Noioso e Francesco Landi, musiche di Giordano Cremona, Leonardo Grillotti, Eugenio Davide Maimone, Federico Mercuri e Shari Noioso.
1. Sale (feat. Shari) – 2:37

## Classifiche
| Classifica (2019) | Posizione massima |
| ----------------- | ----------------- |
| Italia            | 67                |